# کومو-آچابتی
کومو-آچابتی (به لاتین: Kvemo-Achabeti) یک منطقهٔ مسکونی در گرجستان است.